# Hospital de la Vega Lorenzo Guirao
El Hospital de la Vega Lorenzo Guirao es un complejo hospitalario gestionado por el Servicio Murciano de Salud, organismo perteneciente a la Consejería de Salud de la Comunidad Autónoma de la Región de Murcia. Está situado en el municipio de Cieza. Su abreviatura oficial es HVLG.

## Historia
En el año 1995 se creó en Cieza una organización sin ánimo de lucro, denominada Fundación Hospital de Cieza, con la finalidad de prestar asistencia sanitaria con todo tipo de servicios a la población. Levantó un hospital situado en la carretera de Cieza a Abarán que fue inaugurado el 20 de febrero de 1997 y que comenzó a funcionar bajo la administración y la forma jurídica de gestión como Fundación.
En 2001 se llegó a un acuerdo con el Insalud para que atendiese, como centro comarcal de referencia, las zonas de salud de Abarán, Blanca y Cieza.
En mayo de 2010, se hace definitivamente cargo del centro el Servicio Murciano de Salud y pasa a denominarse Hospital de la Vega Lorenzo Guirao como homenaje y reconocimiento al ciezano Lorenzo Guirao, médico de familia y Consejero Autonómico de Sanidad (1991-1993) con un papel relevante en su construcción.

## Dimensiones
Tiene una forma sensiblemente rectangular, con orientación aproximada de norte sur en su dimensión mayor, que coincide con el lado flanqueado por la carretera de Cieza a Abarán.
El edificio principal se plantea como dos cuerpos fundamentales de identificación paralelos. En el cuerpo más al oeste, el de mayor altura (cuenta con planta baja y tres pisos) se disponen las unidades de hospitalización, plantas segunda y tercera; en la planta primera están ubicados los servicios centrales de diagnóstico y el área de pruebas especiales; los servicios administrativos, las consultas externas y rehabilitación se ubican en la planta baja.
Este cuerpo del edificio tiene una disposición escalonada, que permite obtener unas terrazas delante de las habitaciones de hospitalización, así como disponer de mayor superficie en las plantas inferiores, respecto a las superiores.
Aquí se encuentran los accesos principales de pacientes, tanto a hospitalización, como a consultas externas y administración y en él se desarrollan las circulaciones interiores de visitas a pacientes ingresados y de pacientes ambulatorios, mediante circuitos exclusivos.

## Área de influencia
El Hospital de la Vega Lorenzo Guirao abarca un área de influencia de unos 53.277 habitantes. Presta servicio al área de salud de referencia IX (Vega Alta del Segura), que engloba los municipios de Abarán, Blanca y Cieza.

## Cartera de servicios
- Alergología
- Anatomía Patológica
- Anestesiología y reanimación
- Banco de Sangre
- Cardiología
- Cirugía General y Aparato Digestivo
- Cirugía Maxilofacial
- Dermatología
- Digestivo
- Farmacia
- Geriatría
- Ginecología
- Laboratorio
- Bioquímica
- Hematología
- Microbiología
- Medicina Interna
- Neumología
- Neurología
- Oftalmología
- Otorrinolaringología
- Pediatría
- Psiquiatría
- Radiodiagnóstico
- Rehabilitación y Fisioterapia
- Tocología
- Traumatología y cirugía ortopédica
- Urgencias
- Urología

## Accesos

### Por carretera
La carretera RM-512 dispone de acceso directo al hospital.

### En autobús
Dispone de servicio urbano de bus. Por otro lado, solo una línea interurbana tiene parada junto al complejo hospitalario:
| Línea     | Recorrido      | Operador    |
| --------- | -------------- | ----------- |
| MUR-007-1 | Cieza - Abarán | Sánchez Gil |